# Abkommen von Algier

Saddam Hussein und Mohammad Reza Pahlavi beim Abkommen von Algier

Das Abkommen von Algier war ein am 6. März 1975 zwischen dem damaligen irakischen Vizepräsidenten Saddam Hussein und dem iranischen Schah Mohammad Reza Pahlavi auf Vermittlung des algerischen Präsidenten Houari Boumedienne in der algerischen Hauptstadt geschlossener Vertrag, in dem der gemeinsame Grenzverlauf am Schatt el Arab (persisch als Arvand Rud bezeichnet) in Flussmitte und die Garantie der Sicherheit entlang der gemeinsamen Grenze festgelegt wurden. Darüber hinaus beinhaltete der Vertrag die gegenseitige Nichteinmischung in innere Angelegenheiten. Auf der Grundlage dieses Vertrages wurden noch im selben Jahr mehrere Abkommen über die gemeinsame Grenze unterzeichnet.
Zwar profitierte auch Iran durch die Verlegung der Grenze vom östlichen iranischen Flussufer in die Flussmitte von dem Abkommen, der Hauptnutznießer des Vertrages war jedoch Irak, da Iran nach dem Abschluss des Vertrages der innerirakischen kurdischen Opposition jegliche militärische und finanzielle Unterstützung entzog. Als Folge des Abkommens wurden die Kurden beiderseits der Grenze jeweils ins Landesinnere zwangsumgesiedelt. Nach dem Sturz des Schahs und der Machtergreifung Ajatollah Chomeinis während der Islamischen Revolution von 1979 sowie dem Rücktritt des irakischen Präsidenten Marschall Ahmed Hassan al-Bakr und anschließendem Aufstieg Saddam Husseins vom Vizepräsidenten zum irakischen Staatspräsidenten am 16. Juli 1979 wurden die ideologischen Gegensätze zwischen Iran als islamischer Theokratie und Irak mit seiner säkularen Ba’ath-Regierung zunehmend größer. 
Im Frühjahr 1980 verschlechterten sich die irakisch-iranischen Beziehungen dramatisch, als die schiitische Organisation „Partei des islamischen Rufs“ (sog. Dawa-Partei) Anschläge auf Einrichtungen der Ba’ath-Partei und ein gescheitertes Attentat auf den damaligen irakischen Außenminister Tariq Aziz unternahm. Die irakische Ba’ath-Regierung in Bagdad warf der islamischen Regierung in Teheran vor, diese Anschläge zu steuern, und deportierte in der Folge 40.000 Anhänger der schiitischen Dawa-Partei aus dem Landesinneren an die iranische Grenze. 
Am 17. September 1980 erfolgte die Aufkündigung des Abkommens von Algier durch den irakischen Präsidenten Saddam Hussein, der den Vertrag gut fünfeinhalb Jahre zuvor selbst als damaliger Vizepräsident geschlossen hatte. In einer Rede vor der irakischen Nationalversammlung zerriss er den Vertrag und erklärte ihn für null und nichtig. Fünf Tage später, am 22. September 1980, begann durch den Angriff des Irak auf den Iran mit neun Divisionen auf einer 600 km breiten Front der Erste Golfkrieg.